# عبد القادر مطاع
عبد القادر مطاع (مواليد سنة 1940) ممثل مغربي. شارك في العديد من الأفلام والمسلسلات المغربية والأجنبية، وهو من الممثلين المغاربة الأكثر تقديرًا واحترامًا، لما يحمله من سنين خبرة في السينما والتلفزيون المغربي.

## السيرة الذاتية
ترعرع عبد القادر مطاع بدرب السلطان بالدار البيضاء في أسرة فقيرة مع أمه التي كانت تشتغل كطباخة في بيت أسرة فرنسية ، و انقطع عن الدراسة في السنة الثانية الابتدائية ليشتغل كمستخدم في النجارة و في إصلاح الدراجات العادية و النارية و في مطحنة للملح، و اشتغل أيضا كبائع للخضر و كمساعد للفتيات في صنع الزرابي، أي أنه عاش طفولة صعبة فقد فيها أباه مبكرا و لم يحتفظ فيها بذكريات جميلة. ترعرع عبد القادر مطاع في هذا الدرب الذي أعطى العديد من الأسماء المشهورة في مختلف الميادين الفنية و الرياضية و السياسية، و بدأ يشعر بميول إلي الفن الدرامي شيئا فشيئا من خلال متابعته لمختلف الأعمال الدرامية الإذاعية، و كان للكشفية فضل كبير في جعله يلج عالم التمثيل من خلال السكيتشات التي كان يشارك فيها مع رفاقه الكشافة، و هي مناسبة للإشارة إلى أن الكشفية و المخيمات الصيفية كانت فعلا مدرسة للانفتاح على الآخر و على المجتمع، و فضاء تربويا و فنيا اكتشفت فيه مواهب العديد من الفنانين المشهورين حاليا. سيكون أول لقاء مباشر لعبد القادر مطاع في عالم التمثيل مع الجمهور في مسرحية «الصحافة المزورة» بمساعدة الفنان محمد الخلفي و التي و جد فيها نفسه فجأة عاجزا عن الكلام فوق الخشبة من كثرة ارتباكه و خوفه من الجمهور الأمر الذي دفع بالفنان محمد الخلفي إلى صفعه، وهي واقعة يعتبرها عبد القادر مطاع من بين الأحداث الصعبة التي أحبطته كثيرا في بداية مشواره الفني و جعلته يقضي ليلة بيضاء في معاتبة و لوم نفسه ، و لكنها كانت سحابة صيف و أول و آخر خوف من الجمهور بعدما فتح له الفنان محمد الخلفي المجال للمشاركة في أعمال أخرى و ولوجه ميدان المسرح الاحترافي بمختلف مهنه انطلاقا من بداية الستينيات. المسار الفني لعبد القادر مطاع مبصوم ببعض المحطات الرئيسية في مختلف الميادين المسرحية والإذاعية و التلفزيونية و السينمائية التي تألق فيها فوق الخشبة و أمام الكاميرا و الميكرفون، إذ شخص الكثير من الأدوار التراجيدية و الكوميدية المختلفة و المتنوعة، و هو يعتز كثيرا ببعض الأعمال التي يعتبرها من الذكريات الجميلة مثل «أمجاد محمد الثالث» و «سيدي عبد الرحمان المجدوب». من بين أهم هذه المحطات الرئيسية في مساره الفني قيامه بدور البطولة في الفيلم السينمائي المغربي «وشمة» من إخراج حميد بناني ، هذا الفيلم الذي أحدث ضجة إيجابية في عدة مهرجانات داخل المغرب و خارجه و فاز بجوائز مختلفة من بينها التانيت البرونزي لمهرجان قرطاج بتونس في سنة 1970 ، و مشاركته في مسلسلات و مسرحيات كثيرة كانت تبث في البداية مباشرة على شاشة التلفزيون، ومن أشهر المسلسلات التي شارك فيها في السنوات الماضية مسلسل «خمسة و خميس» الذي شخص فيه بأداء متميز شخصية الطاهر بلفرياط التي اشتهر بها كثيرا ، و انضمامه إلى فرقة المعمورة للمسرح التي كانت تابعة لوزارة الشبيبة و الرياضة و التي عمق فيها تكوينه المسرحي إلى جانب نخبة من ألمع المسرحيين ببلادنا. من بين هذه المحطات أيضا في الميدان الإذاعي انضمامه إلى الفرقة الوطنية للتمثيل التابعة لدار الإذاعة و التلفزة المغربية التي تعلم فيها كيفية التمثيل أمام الميكرفون إلى جانب فنانين كبار من بينهم؛ العربي الدغمي و عبد الرزاق حكم و حمادي التونسي و حبيبة المذكوري و أمينة رشيد وغيرهم. كما كان أول من نطق من باريس في سنة 1980 بأول حرف معلنا انطلاق إذاعة البحر الأبيض المتوسط ميدي 1 التي اشتغل فيها بمدينة طنجة. و بالرغم من العدد الكبير من الأعمال المتنوعة التي أمتع بها الفنان عبد القادر مطاع جمهوره فهو مازال يشعر بأنه لم يعط لهذا الجمهور سوى عشرة في المئة من المخزون الفني الذي يملكه لكونه لم تتح له فرص كثيرة و أدوار مناسبة لتفجير شحنته الفنية و طاقته الإبداعية، و هو يتأسف و يعتذر عن ذلك للجمهور و يعتذر له أيضا نيابة عن كل الفنانين الذين رحلوا دون أن يتمكنوا من تفريغ كل ما لديهم من قدرات إبداعية نظرا لظروف العمل الفني ببلادنا ،خصوصا في كيفية اختيار الممثلين و الممثلات في الأعمال السينمائية و المسرحية و التلفزيونية.

## بعض أعمـاله
- تساوت (فيلم) 1968
- وشمة (فيلم) 1970
- البراق (فيلم) 1973
- الشرقي أو الصمت العنيف (فيلم) 1976
- ذراعي أوفروديت (فيلم مغربي/روماني) 1978
- خمسة و خميس (مسلسل) 1987
- ستة من ستين (مسلسل) 1988
- كريستيان (فيلم دنماركي/إيطالي) 1989
- ذئاب في الدائرة (مسلسل) 1997
- أبواب النافذة (مسلسل) 1998
- أولاد الناس (مسلسل) 1999
- دواير الزمان (مسلسل) 2000
- ميلود و رابحة (سيتكوم) 2000
- ألف لام (2000 - 2004)
- ميستر ميلود (سيتكوم) 2001
- المعلمة (فيلم) 2002
- عنداك أ ميلود (سيتكوم) 2003
- البانضية (فيلم) 2003
- الربيب (سيتكوم) 2004
- لعب مع الذئاب (فيلم) 2005
- هذا حالي (سيتكوم) 2006
- علاش ياولدي (مسلسل) 2007
- شريكتي مشكلتي (سيتكوم) 2007
- يوم ما يشبه يوم (سيتكوم) 2008
- مبارك و مسعود (سيتكوم) 2008
- المعلمة و كلاب الدوار (فيلم) 2010
- لفهايمية (سيتكوم) 2011
- اخر الرومانسيين (فيلم) 2012
- دموع الرجال (مسلسل) 2012
- الغالية (مسلسل) 2014
- القلب المجروح (مسلسل) 2017
- باب الشيطان (فيلم) 2021

## روابط خارجية
- عبد القادر مطاع على موقع IMDb (الإنجليزية)
- عبد القادر مطاع على موقع قاعدة بيانات الأفلام العربية
- عبد القادر مطاع على موقع قاعدة بيانات الفيلم (الإنجليزية)